# WEEDしらおい
WEEDしらおい（ウィードしらおい）は、北海道白老郡白老町に本拠を置き、日本野球連盟に加盟する社会人野球のクラブチームである。ヴィガしらおいも参照。

## 概要
白老町には、長年にわたり『大昭和北海道』が活動しており、1974年の都市対抗野球で北海道勢として初優勝を達成するなど、常に北海道の社会人野球界をリードしていたが、不況の影響によるスポーツ事業の見直しから1993年に企業チームとしての活動を停止した。
その後、地元の市民や行政が中心となったクラブチームの『ヴィガしらおい』が結成され、1994年から活動を開始した。しかし北海道の地区大会では実績を挙げながらも、全国大会は1994年の日本選手権と1995年の都市対抗野球にしか出場できなかった。1997年に、大昭和製紙の出向選手受け入れを中止することが決定し、それを受けてチームも解散が決定。前身の大昭和製紙北海道から数えて35年、クラブチームとしてはわずか4年でチームの歴史にピリオドが打たれた。また、母体である大昭和製紙も2001年に日本製紙と経営統合された。
2000年、白老町に根付いた野球の文化をいつまでも継承していこうという趣旨で、地元の野球愛好家を中心としたクラブチームの『WEEDしらおい』を結成。ヴィガしらおいの時と同じく市民からの後援金（カンパ）を重視して市民クラブとして運営し、ユニフォームも2019年まで大昭和製紙北海道時代のものを引き継いだデザインが使用されていた。
2012年、クラブ選手権北海道予選で初優勝を果たして全国大会初出場を遂げ、クラブ選手権本戦では初戦突破を果たした。

## 設立・沿革
- 2000年 - 地元の野球愛好家が中心となり、クラブチーム『WEEDしらおい』が設立。
- 2012年 - クラブ野球選手権に初出場（2回戦敗退）。

## 主要大会の出場歴・最高成績
- 全日本クラブ野球選手権大会：出場3回
- JABA一関市長旗争奪クラブ野球大会：優勝2回（2017年、2021年）

## 元プロ野球選手の競技者登録
- 伊東亮大（元：東北楽天ゴールデンイーグルス） - 内野手（2021年 - ）